# ماريو مارتينيز روبيو
ماريو مارتينيز روبيو (بالإسبانية: Mario Martínez Rubio) (25 مارس 1985 بسريا في إسبانيا - ) هو لاعب كرة قدم إسباني في مركز الوسط. لعب مع أولمبياكوس نيقوسيا وريال يونيون ونادي باكو ونادي بوافيشتا ونادي سمورة ونادي لاس بالماس ونومانسيا وخاخواريس دي كوردوبا وSD Tarazona ‏ ونادي بلومينغ.

## وصلات خارجية
- ماريو مارتينيز روبيو على موقع قاعدة بيانات كرة القدم.إي يو (الإنجليزية)
- ماريو مارتينيز روبيو على موقع Soccerway.com (الإنجليزية)
- ماريو مارتينيز روبيو على موقع AS.com (الإسبانية)